# Hoquetus
Hoquetus (andere Schreibweisen: Hoketus, Hochetus) ist in der europäischen Musiktheorie eine Satztechnik des mehrstimmigen Satzes, später auch eine eigene Gattung in der Musik. Dabei hoquetieren zwei der Stimmen, das heißt, sie wechseln sich im raschen Tempo (meist von Note zu Note) miteinander ab, sodass eine singt bzw. spielt, während die andere pausiert. Diese Verschränkung der Stimmen führt zu einer komplementären Ergänzung. Zu den beiden Stimmen kommen gewöhnlich noch weitere, durchgehende Stimmen. Es handelt sich um eine virtuose, expressive Musik mit einem starken rhythmischen Element. 

## Klassische Musik
Die Anfänge des Hoquetus als Satzstruktur können bis in die Notre-Dame-Schule etwa um das Jahr 1200 zurückverfolgt werden. Im 13. Jahrhundert entwickelt sich daraus die Gattung, deren Bedeutung im 14. Jahrhundert ihren Höhepunkt erreicht. Ein Hoquetus wird in dieser Zeit von den Komponisten meistens an besonders wichtigen Stellen einer Komposition eingesetzt. Nach dem 14. Jahrhundert spielt diese Gattung nur noch eine geringe Rolle. In der Neuen Musik gibt es einige Beispiele, die diese Kompositionstechnik wieder verwenden und ihr damit eine späte Reverenz erweisen.
Die Herkunft der Bezeichnung „Hoquetus“ ist nicht eindeutig gesichert. Lange Zeit ging man von einer Ableitung aus dem Altfranzösischen aus (franz. hoquet = Stoß, Schluchzer, Schluckauf). Mittlerweile wird eher eine Herkunft aus dem Lateinischen gesehen, wo (h)occ(it)are  „immer wieder schneiden, - eggen“ bedeutet. 
Klassische Kompositionen, die die Hoquetus-Technik verwenden:
- Guillaume de Machaut (* zwischen 1300 und 1305; † 13. April 1377): Hoquetus David (3-stimmig)
- Bohuslav Martinů, The Epic of Gilgamesh (1954/55, UA 1958): Hoquetus-Satz für die Zweikampfszene zwischen Gilgamesch und Enkidu am Ende des ersten Teils
- Louis Andriessen: Hoketus (1975) für zwei Gruppen von fünf Instrumentalisten (Panflöte, Tenorsaxophon ad libitum, Bassgitarre, Piano, E-Piano, Conga)
- Jan Dismas Zelenka: Missa Dei patris (1740/41) für Soli, Chor und Orchester, Kyrie II
- Sofia Gubaidulina: Quasi Hoquetus (1984–85) für Bratsche, Fagott (oder Cello) und Klavier
- György Ligeti: Konzert für Violine und Orchester (1990–1992), 2. Satz "Aria, Hoquetus, Choral"
- Harrison Birtwistle: Hoquetus Petrus (1995) für zwei Flöten und Piccolo Trompete

Les Hoquets du Gardien de la Lune (1987) für Orchester
- György Kurtág:  Hoquetus für zwei Klaviere in: Játékok, erster Teil

## Außereuropäische Musik
Für die afrikanische Musik führte J. H. Kwabena Nketia 1962 den englischen Begriff hocket für bestimmte musikalische Formen in der traditionellen afrikanischen Musik ein, die er in Ghana bei Ensembles für Flöten und für Elfenbeintrompeten untersuchte und zu denen auch der Jodelgesang im Wechsel mit der Eintonflöte hindewhu der zentralafrikanischen Ba-Benzele-Pygmäen gezählt wird. Seither haben sich hocket und andere, aus der europäischen Musiktheorie übernommene Begriffe zur Charakterisierung außereuropäischer musikalischer Phänomene bei Musikethnologen eingebürgert, wenn es darum geht, interkulturelle Vergleiche zu ziehen.
Hoquetus-artige vokale oder instrumentale Formen sind auch aus anderen Regionen der Welt bekannt. Ähnliche musikalische Formen in der Instrumentalmusik des indonesischen Gamelan heißen in Java imbal und in Bali kotekan. Beteiligt sind entweder zwei Buckelgongreihen (in Java: bonang, in Bali: reyong) oder zwei Metallophone (in Java: saron, in Bali: gangsa). Eine Sonderstellung nimmt der expressive Gesang beim balinesischen kecak ein.